# Rodbina Borgia
Borgia (italijansko: [ˈbɔrdʒa]; špansko in aragonsko Borja [ˈboɾxa]; valencijsko Borja [ˈbɔɾdʒa]) je bila špansko-aragonska plemiška družina, ki se je uveljavila v času italijanske renesanse. Bili so iz Xàtive, kraljestvo Valencia, priimek pa je toponim iz mesta Borja, takrat v Aragonski kroni, v Španiji.
Borgijci so postali pomembni v cerkvenih in političnih zadevah v 15. in 16. stoletju, pri čemer so dali dva papeža: Alfons de Borgia, ki je vladal kot papež Kalist III. v letih 1455–1458, in Rodrigo Lanzol Borgia, kot papež Aleksander VI., v letih 1492–1503.
Zlasti med vladavino Aleksandra VI. so bili osumljeni številnih zločinov, vključno s prešuštvom, incestom, simonijo, tatvino, podkupovanjem in umorom (zlasti umor zaradi zastrupitve z arzenom). Zaradi grabljenja oblasti so med drugim postali sovražniki Medičejcev, družine Sforza in dominikanskega brata Girolama Savonarole. Bili so tudi meceni, ki so prispevali k razvoju renesančne umetnosti.
Rodbina Borgia v zgodovini izstopa kot neslavno prežeta z grehom in nemoralnostjo, vendar obstajajo dokazi, ki kažejo, da je ta enodimenzionalna karakterizacija posledica nezasluženih sodobnih kritik.

## Zgodovina

### Zgodnja zgodovina
Borgia so bili plemiška hiša s poreklom iz mesta Borja (Zaragoza) v takratni Aragonski kroni. V tem času so se pojavile številne neutemeljene trditve, da je bila družina prvotno judovskega porekla in da so se pretvarjali, da so pobožni rimskokatoličani. Te podtalne govorice je med drugim razširjal Giuliano della Rovere, politični nasprotniki pa so družino pogosto označevali kot marranos (španski in portugalski Judje, ki so živeli na Iberskem polotoku, in so se v srednjem veku spreobrnili ali bili prisiljeni spreobrniti se v krščanstvo, vendar so še naprej skrivnostno izvajali judovstvo). Govorice so v popularni kulturi ostale še stoletja, naštete v Semi-Gotha leta 1912. Rodbina je sama širila lažno genealoško poreklo od kandidata iz 12. stoletja za krono Aragonskega kraljestva, Pedra de Atarésa, gospodarja Borja, ki je dejansko umrl brez otrok.

### Alfons
Alfons de Borja (1378–1458) se je rodil Francini Llançol in Domingu de Borja v La Torreti, Canals, ki je bil takrat v kraljevini Valencija.
Alfons de Borja je bil profesor prava na Univerzi v Lleidi (Katalonija, ustanovljena leta 1300), nato pa diplomat aragonskih kraljev, preden je postal kardinal. Kot starejši je bil leta 1455 izvoljen za papeža Kalista III. kot kompromisni kandidat in je kot papež vladal le 3 leta, vse do svoje smrti leta 1458.

### Rodrigo
Rodrigo Borgia (1431–1503) se je rodil v Xàtivi, prav tako v Kraljevini Valenciji, Isabeli de Borja i Cavanilles in Jofréju Llançola i Escrive. Študiral je pravo v Bologni, za kardinala-nečaka pa ga je imenoval stric Alfons Borgia, papež Kalist III. Leta 1492 je bil izvoljen za papeža in si dal vladarsko ime Aleksander VI. Medtem ko je bil kardinal, je ohranil dolgotrajno nedovoljeno razmerje z Vannozzo dei Cattanei, s katero je imel štiri otroke: Giovannija, Cesar, Lukrecijo in Gioffra. Rodrigo je imel otroke tudi z drugimi ženskami, vključno eno hčerko z ljubico Giulijo Farnese.
Rodrigo je bil kot Aleksander VI. priznan kot spreten politik in diplomat. Vendar je bil med svojo vladavino močno kritiziran zaradi prevelike porabe, prodaje cerkvenih uradov, pohote in nepotizma. Kot papež si je prizadeval pridobiti več osebne in papeške moči in bogastva, pri čemer je pogosto plemenitil in obogatil neposredno družino Borgia. Svojega sina Giovannija je imenoval za generalnega kapetana papeške vojske, svojega najpomembnejšega vojaškega predstavnika, za kardinala pa je postavil še enega sina Cesareja. Aleksander je poroke svojih otrok uporabil za sklepanje zavezništev z močnimi družinami v Italiji in Španiji. Takrat je bila družina Sforza, ki je sestavljala milansko frakcijo, ena najmočnejših v Evropi, zato je Aleksander obe družini združil s poroko Lucrezie z Giovannijem Sforzo. Poročil je tudi Gioffreja, njegovega najmlajšega sina z Vannozzo, s Sancho Aragonsko iz kraljevine Aragonije in Neaplja. Vzpostavil je drugo družinsko povezavo s špansko kraljevsko hišo z Giovannijevo poroko v obdobju konflikta med Francijo in Španijo zaradi Neapeljskega kraljestva.
Poročali so, da so Borgijci pod vladavino Aleksandra VI. gostili orgije v Vatikanski palači. Banket kostanjev za enega najbolj neuglednih tovrstnih balov. Kronist Johann Burchard poroča, da se je petdeset kurtizan udeležilo zabave gostov. Domnevno ni bil prisoten le papež, ampak tudi dva njegova otroka, Lukrecija in Cesare. Vendar pa so drugi raziskovalci, na primer monsinjor Peter de Roo (1839–1926), zavrnili govorice o »petdesetih kurtizanah«, saj so bile v nasprotju z v bistvu spodobnim značajem Aleksandra VI., vendar zelo obrekovanim.
Papež Aleksander VI. je umrl v Rimu leta 1503, potem ko je zbolel za boleznijo, za katero se na splošno verjame, da je bila malarija. Dva Aleksandrova naslednika, papež Sikst V. in papež Urban VIII., sta ga opisala kot enega najodličnejših papežev po sv. Petru.

### Cesare
Cesare je bil drugi sin Rodriga Borgie z Vannozzo dei Cattanei. Cesarejevo izobraževanje je natančno načrtoval njegov oče: do 12. rojstnega dne so ga izobraževali učitelji v Rimu. Odrasel je v očarljivega moža, ki je bil vešč vojne in politike. Študiral je pravo in humanistiko na Univerzi v Perugii, nato pa je odšel na Univerzo v Pisi na študij teologije. Takoj ko je diplomiral na univerzi, ga je oče postavil za kardinala.
Cesare je bil osumljen umora svojega brata Giovannija, vendar ni jasnih dokazov, ki bi to potrdili. Vendar je Giovannijeva smrt očistila pot, da je Cesare postal laik in si pridobil časti, ki jih je njegov brat prejel od njunega očeta, papeža Aleksandra VI. Čeprav je bil Cesare kardinal, je zapustil svete redove, da bi pridobil oblast in prevzel položaj, ki ga je nekoč imel Giovanni: kondotjer. Končno se je poročil s francosko princeso Charlotte d'Albret, sestro navarskega kralja Janeza III..
Po Aleksandrovi smrti leta 1503 je Cesare vplival na izbiro naslednjega papeža. Potreboval je kandidata, ki ne bi ogrožal njegovih načrtov za ustanovitev lastne kneževine v osrednji Italiji. Cesarejev kandidat (Pij III.) je sicer postal papež, a je mesec dni po izboru umrl. Cesare je bil nato prisiljen podpreti Giuliana della Rovero. Kardinal je Cesareju obljubil, da bo lahko obdržal vse svoje naslove in časti. Kasneje ga je della Rovere izdal in postal njegov najhujši sovražnik.
Cesare je umrl leta 1507 na gradu Viana v Navarri v Španiji, medtem ko je oblegal uporniško vojsko grofa de Lerína. Grad je bil v rokah Louisa de Beaumonta v času, ko sta ga leta 1507 oblegala Cesare Borgia in vojska kralja Janeza z 10.000 možmi. Da bi poskusil prebiti izjemno močno, naravno utrdbo gradu, je Cesare računal na obupan napad. Umrl je med bitko, v kateri njegova vojska ni uspela zavzeti gradu.

### Lukrecija
Lukrecija se je rodila v italijanskem Subiacu, očetu kardinalu Rodrigu Borgia in rimski ljubici Vannozze dei Catanei. Pred 13. letom je bila zaročena z dvema španskima knezoma. Potem ko je njen oče postal papež, so jo leta 1493 v starosti 13 let poročili z Giovannijem Sforzo. To je bila tipična politična poroka za izboljšanje Aleksandrove moči; ko papež Aleksander VI. ni več potreboval Sforz, je bila poroka leta 1497 razveljavljena iz dvomljivih razlogov, da nikoli ni bila zaužita.
Kmalu zatem je bila vpletena v škandal v zvezi z njenim domnevnim odnosom s Pedrom Calderónom, Špancem, splošno znanim kot Perotto. Njegovo truplo so 14. februarja 1498 našli skupaj s truplom ene od Lucrezijinih dam v Tiberi. Verjetno ju je dal ubiti Cesare, saj bi afera škodila pogajanjem, ki so potekala za drugo poroko. V tem času so se razširile tudi govorice, ki nakazujejo, da je bil otrok, rojen v tem času, Giovanni Borgia, znan tudi kot Infans Romanus (otrok Rima), Lukrecijin.
Lukrecijina druga poroka, z bogatim mladim princem Alfonsom Aragonskim, je Borgijcem omogočila zavezništvo z drugo močno družino. Vendar tudi to razmerje ni trajalo dolgo. Cesare je želel okrepiti odnose s Francijo in popolnoma prekiniti z Neapeljskim kraljestvom. Ker je bil Alfonsov oče vladar Neapeljskega kraljestva, je bil mladi mož v veliki nevarnosti. Čeprav prvi poskus umora ni uspel, je bil Alfonso na koncu zadavljen v svojem stanovanju.
Tretji in zadnji Lukrecijin mož je bil Alfonso I. d'Este, vojvoda Ferrare. Potem ko je njen oče leta 1503 umrl, je živela svobodno življenje v Ferrari z možem in otroki. Na žalost je bila njena nosečnost težka in po rojstvu je izgubila več otrok. Umrla je leta 1519, 10 dni po rojstvu in smrti svojega zadnjega otroka, Isabelle Maria. Pokopana je bila v grobnici z Isabello in Alfonsom.
Govorilo se je, da je Lukrecija zloglasna zastrupljevalka, ki je postala znana po svojih veščinah političnih spletk. Vendar so jo nekateri nedavni revizionisti nanjo gledali bolj naklonjeno in trdili, da je žrtev družinskega nasilja.

## Drugi pomembni člani rodbine Borja
- Rodrigo de Borja (b. 1349), ustanovitelj rodbine Borja, praded Rodriga (Papeža Aleksandra VI.).
- Rodrigo Gil de Borja y Fennolet (je živel konec 14. stoletja), Rodrigov sin, jurat iz Xative.
- Jofré Llançol i Escrivà (r. ok. 1390 – u. 1436 ali 1437), Sin Rodriga Gila; oče Rodriga (papeža Aleksandra VI.) in Pedra Luisa
- Pedro Luis de Borja (1432 – 1458), Vojvoda Spoleta in markiz Civitavecchia.
- Roderic de Borja i Escrivà (? – 1478)
- Pier Luigi de Borgia, 1st duke of Gandía (1458 ali 1460 – 1488 ali 1491).
- Giovanni Borgia, 2nd Duke of Gandia (1474 ali 1476 – 1497)
- Gioffre Borgia (1482 – 1516), sin papeža Aleksandra VI. in mlajši brat Cesareja Borgia in Lukrecije Borgia. Poročil se je s Sančo Aragonsko, hčerko Alfonsa II. Neapljskega, za svojo doto pa je pridobil kneževino Squillace (1494) in vojvodino Alvito (1497). Pozneje se je poročil z Marijo de Mila y Aragón, s katero je imel sina Francesca Borgia.
- Angela Borgia or Angela de Borja (ok. 1486 – ok. 1520–1522), gospa Sassuolo.
- Enrique de Borja y Aragón (1518 – 1540)
- Francis Borgia, 4th Duke of Gandía (1510 – 1572), pravnuk papeža Aleksandra VI. Postal je učinkovit organizator Družbe Jezusove. Kanoniziral ga je 20. junija 1670 Klemen X. kot "svetega Frančiška Borgia".[18]
- Juan de Borja y Castro (1533 – 1606)
- Tomás de Borja y Castro (1551 – 1610)
- Juan Buenaventura de Borja y Armendia (1564* – 1628)
- Íñigo de Borja (1575 – 1622), pranuk Frančiška in starejši brat Gašparja.
- Gaspar de Borja y Velasco (1580 – 1645), rojen v Villalpandu v Španiji, ki je za razliko od mnogih svojih sorodnikov raje uporabljal špansko črkovanje "Borja". Bil je primas Španije, nadškof Sevilje in nadškof in podkralj Neaplja.
- Francisco de Borja y Aragón (1581 – 1658)
- Fernando de Borja y Aragón (1583 – 1665)
- Arturo Borja Pérez (1892 – 1912), Ekvadorski pesnik, ki je bil del skupine, znane kot "Generación decapitada" (Dekapitirana generacija).
- Rosa Borja de Ycaza (1889 – 1964), Ekvadorska pisateljica, esejistka, dramatik, sociologinja, pesnica, romanopiska, feministka in aktivistka.
- Luz Elisa Borja Martínez (1903–1927), Ekvadorski pesnik, pianist, slikar in kipar.
- Rodrigo Borja Cevallos (1935), nekdanji predsednik Republike Ekvador

## Galerija
- Grb vojvod Gandía.
- Grb vojvod Valentinois.
- Grb Cesare Borgia kot vojvoda Romanje in Valentinoisa in kapitan-general cerkve
- papež Kalist III. (Alfons de Borja)
- Papež Aleksander VI. (Rodrigo Borja), oče Cesara, Giovannija, Lukrecije in Gioffreja.
- Giovanni Borgia (1474) 
 2. vojvoda Gandia
- Portret gospoda (Cesare Borgia), avtor Altobello Melone
- Lukrecija Borgia, Bartolomeo Veneziano 
 vojvodina Ferrare in Modene
- Gioffre Borgia
 Princ Squillace
- Francisco Borgia
 sv. Francis Borgia, S. J., 4. vojvoda Gandia
- Juan Buenaventura de Borja y Armendia, predsednik Real Audiencia de Santa Fe de Bogotá
- Gaspar de Borja y Velasco,  Diego Velázquez,
 kardinal, primas škofije Toledo, nadškof Sevilje in nadškof in podkralj Naaplja
- Francisco de Borja y Aragón
 Princ Squillace in podkralj Peruja

## V popularni kulturi
Borgijci so bili v svojem času zloglasni in so navdihnili številne reference v popularni kulturi. Tako romane, kot so Božje mesto: Roman o Borgijah (1979) Cecelije Holland  ali Poletna noč (1991) Dana Simmonsa, igre, opere, stripe, filme, kot je The Borgia (2006) ), televizijske serije, kot sta Borgia (2011) in The Borgias (2011) v oddaji Showtime, in video igre, kot je Assassin's Creed: Brotherhood (2010), avtor Ubisoft.